# Álarcos bozótgébics
Az álarcos bozótgébics (Chlorophoneus kupeensis) a madarak osztályának verébalakúak (Passeriformes) rendjébe és a bokorgébicsfélék (Malaconotidae) családjába tartozó faj.

## Rendszerezése
A fajt William Serle skót ornitológus írta le 1951-ben. Sorolták a Telophorus nembe Telophorus kupeensis néven is.

## Előfordulása
Afrika középső részén, Kamerun és Nigéria területén honos. Természetes élőhelyei a szubtrópusi és trópusi síkvidéki és hegyi esőerdők. Állandó, nem vonuló faj.

## Megjelenése
Testhossza 22 centiméter.

## Természetvédelmi helyzete
Az elterjedési területe nagyon kicsi, egyedszáma 50-249 példány közötti és csökken. A Természetvédelmi Világszövetség Vörös listáján veszélyeztetett fajként szerepel.